# Хиль-Роблес Хиль-Дельгадо, Хосе Мария
Хосе Мария Хиль-Роблес Хиль-Дельгадо (исп. José María Gil-Robles y Gil-Delgado; 17 июня 1935, Мадрид — 13 февраля 2023, Мадрид) — испанский юрист и политический деятель. C 1989 по 2004 год был депутатом Европейского парламента, а с 1997 по 1999 год занимал должность председателя Европейского парламента. Член правоцентристской Народной партии.

## Биография
Родился 17 июня 1935 в семье известного испанского политика Хосе Марии Хиль-Роблеса (1898—1980), лидера правой католической промонархические партии Испанской конфедерации независимых правых с 1933 по 1937 год. Его брат Альваро Хиль-Роблеса (р. 1944) был омбудсменом Испании (1988—1993) и комиссаром по правам человека Совета Европы (1999—2006).
Во время гражданской войны в Испании вместе с семьёй проживал в эмиграции в Португалии (Эшторил). В 1957 году с отличием окончил юридический факультет Университета Саламанки. Работал доцентом на кафедре политического права в Мадридском университете Комплутенсе. После смерти Франсиско Франко участвовал в создании Народной партии Испании.
В 1989 году стал депутатом Европейского парламента от Народной партии. Входил во фракцию Европейской народной партии, был в составе комитетов по делам молодёжи, культуры, образования, СМИ, спорта и петиций.
В 1994 году был переизбран депутатом Европейского парламента, став одним из четырнадцати вице-президентов и был членом комитета по институциональным вопросам и регулированию. В 1997 году избран председателем Европейского парламента, сменив на этом посту социалиста из Германии Клауса Хенша.
Владел португальским, французским, английским и итальянским языком. Награждён медалью Шумана, Крестом за заслуги в сельском хозяйстве, орденом Франсиско Моразана — награды Центральноамериканского парламента.